# Plavba Jitřního poutníka
Plavba Jitřního poutníka je podle chronologie pátá kniha z cyklu Letopisy Narnie, jehož autorem je Clive Staples Lewis.

## Příběh
Tentokrát se děje dalšího z dílů Narnie neúčastní všichni sourozenci, ale pouze Lucinka s Edmundem a s jejich bratrancem Eustácem, ke kterému jedou na prázdniny. Jednoho dne se kouzlem dostanou na loď krále Kaspiana, Jitřní poutník. Vydají se hledat sedm pánů, kteří znali Kaspianova otce, on se o nich chce dozvědět víc a chce, aby mu řekli, jak jeho otec doopravdy žil. Na prvním ostrově se málem stanou otroky a jeden ze sedmi lordů jim pomůže se z ostrova dostat, ale sám na něm chce zůstat s rodinou. Dále zažijí spoustu dobrodružství, potkají na moři i obrovského hada, kterého zneškodní pomocí chytrého myšáka Rípčípa. Eustác se kvůli své chamtivosti proměnil v draka, díky tomuto utrpení se ale stal lepším člověkem. Plavba Jitřního Poutníka dopadla velmi dobře, skoro všichni se vrátí zpět do Narnie. Nakonec potkají lva Aslana, který jim oznámí, že se Edmund a Lucinka do Narnie už nikdy nevrátí. Oba se s tím smířili, ale je možné, že alespoň Eustác bude mít možnost vrátit se do Narnie.

## Film
V roce 2010 se kniha dočkala filmového zpracování, režíroval jej Michael Apted. Prince Kaspiana hrál opět Ben Barnes, Edmunda hrál Skandar Keynes a Lucinku hrála Georgie Henley.